# جنگ ائتلاف دوم
جنگ ائتلاف دوم (انگلیسی: War of the Second Coalition)، جنگی است بعد از انقلاب فرانسه در سال ۱۷۹۸ تا ۱۸۰۲ که قسمتی از اروپا، دریای کارائیب و خاورمیانه رخ داد که با پیروزی فرانسویان همراه بود. این جنگ منجر به ظهور ناپلئون بناپارت در فرانسه شد.